# ГАЗ-39344
ГАЗ-39344 — боевая бронированная машина, выпускавшаяся на Арзамасском Машиностроительном Заводе в 1993—1996 годах. Всего выпущено около 70 машин.

## История
В середине 90-х годов Горьковский автозавод и Арзамасский машиностроительный завод объединились, чтобы сделать универсальный бронеавтомобиль, который мог быть использован спецподразделениями МВД и Вооруженными силами.
Но армия ограничилась покупкой лишь небольшой партии таких автомобилей, и броневику подыскали новое место работы — инкассаторская служба.
ГАЗ-3934 получил имя СИАМ, что расшифровывалось как «специальный инкассаторский автомобиль».
Боевые ГАЗ-39344 отличались наличием поворотной башни на крыше с вооружением и иной планировкой салона.

## Описание конструкции
Бронеавтомобиль использовал узлы и агрегаты от бронетранспортера БТР-80, включая независимую подвеску и систему централизованной подкачки колес.
В задней части кузова разместился шестицилиндровый дизельный мотор ГАЗ-542.10, который при рабочем объёме 6,2 литра выдавал всего 125 л. с.

## Вооружение
В поворотной башне устанавливалась спаренная установка-14,5 мм пулемёт КПВТ и 7,62-мм ПКТ. Поворотная башня находилась в центральной части бронеавтомобиля и имела достаточно небольшой угол наклона — 30 градусов вверх и 5 градусов вниз. По бортам имелось три амбразуры для ведения пистолетного огня.

## Участие в вооружённых конфликтах
В период с 1994 по 1996 несколько десятков боевых бронированных машин принимало участие в Первой Чеченской войне и были использованы федеральными силами. Но из-за ряда недочетов в конструкции вскоре эти машины были отправлены на консервацию.

## Эксплуатанты
- Россия — некоторое количество бронированых машин ГАЗ-39344, по состоянию на 1996 год.

- Уругвай — несколько десятков машин ГАЗ-3937 «Водник» и ГАЗ-39344.

## Сохранившиеся экземпляры
- Россия: Каменск-Шахтинский, Ростовская область — 1 сохранившийся экземпляр в парке «Патриот»[3]. В настоящее время несколько десятков единиц до сих пор находятся на консервации.